# Língua akaselem
Akaselem é uma língua falada em algumas regiões do Togo, principalmente em Sokodé. Segundo o censo de 2002, o número de falantes dessa língua que advém das línguas nigero-congolesas é de aproximadamente 45200 indivíduos na África.